# Fraternidade sem Fronteiras
A Fraternidade sem Fronteiras (FSF) é uma organização não governamental sem fins lucrativos que possui o objetivo de prover apoio social a crianças e jovens, por meio da distribuição de alimentos, roupas, cuidados de saúde, educação, formação profissionalizante, entre outros. Fundada em novembro de 2009 pelo sul-mato-grossense Wagner Moura Gomes, a instituição possui atuação nacional e internacional, estando presente em sete países - Brasil, Haiti, Madagascar, Malawi, Moçambique, Senegal,  Estados Unidos e  República Democrática do Congo -  e contando com mais de mais de 37 mil pessoas acolhidas por meio do apadrinhamento, doação mensal que colabora para a manutenção dos projetos.

## História
As atividades da ONG partiram da iniciativa do idealizador Wagner Moura Gomes que, em agosto de 2009, visitou por conta própria um dos países com piores IDH na época: Moçambique. Sensibilizado com a orfandade e extrema miséria da região, criou uma sistemática de arrecadação mensal de recursos para apoio às crianças do país africano, batizada de "apadrinhamento". Inicialmente, o projeto destinava os valores arrecadados para alimentação básica, higiene, cuidados em saúde, educação e cultura para cerca de 70 crianças em Moçambique. O projeto inicial foi realizado exclusivamente neste país africano até 2016, quando outros projetos foram criados e ampliados para outros países.
Além da sede na capital do Mato Grosso do Sul, estabelecida em 2009, foram fundados Núcleos da entidade na Suíça e Reino Unido no ano de 2017, assim como nos Estados Unidos em 2018 e no Canadá em 2019. Estes possuem a finalidade de divulgação da causa e angariar doações em outras regiões do planeta. Já em 2021, foi inaugurada a filia da entidade na cidade de São Paulo.
Dentre os apoiadores das atividades da instituição estão algumas celebridades como Reynaldo Gianecchini, Bruno Gagliasso, Xuxa e o DJ Alok, este último tendo contribuído com grandes doações e apoio por meio do Instituto Alok, que participa ativamente de 3 projetos da ONG na África.

## Projetos
A ONG conta com cerca de 11 projetos humanitários, direcionados nos sete países de atuação. Estes são divididos em três categorias: projetos próprios da Fraternidade sem Fronteira que contam com administração direta, projetos apoiados contando com atuação direta e os projetos com apoio financeiro e atuação indireta da entidade.

### Projetos próprios

#### Acolher Moçambique
O projeto de distribuição de alimentos, roupas, artigos de higiene, implementação de atividades culturais e educativas teve início no ano de 2010 e atinge cerca de 12 mil crianças nas aldeias de Moçambique, cujos pais morreram em sua maioria por HIV.
Em apoio com o professor aposentado Gilmar Tavares da Universidade Federal de Lavras (UFLA), foi realizado um projeto de segurança alimentar junto a agricultores familiares da cidade de Gaza no ano de 2016 no país. A atividade contou também com a parceria da Universidade Eduardo Mondlane da capital Maputo, cujo objetivo foi disseminar técnicas de agricultura com enfoque socioambiental para a população local.

#### Ação Madagascar
Em 2017, iniciou-se o projeto na ilha africana por conta da condição de extrema miséria, falta de higiene e presença de doenças como neurocisticercose, teníase e bicho-de-pé bicho na região. O projeto, chamado de Cidade da Fraternidade, foi executado após recebimento de uma doação de um terreno de 45 mil m², onde a FSF construiu 100 casas, capazes de abrigar cerca de 500 pessoas na cidade de Ambovombe, no sul da ilha de Madagascar. Além das cerca de 4,5 mil que recebem alimentação e cuidados de higiene diários no centro de acolhimento próximo às casas, o trabalho viabilizou a construção de poços artesianos, oficinas para trabalho, contando com produção de biocarvão, sabão, costura, artesanato e locais de cultivo sustentável.
Em 2022, formou parceria junto à empresa Simple Nutri, visando a distribuição em seus centros de acolhimento na país de alimentos desidratados, uma vez que cerca de 50% das crianças com menos de 5 anos sofrem com desnutrição crônica na ilha.

#### Nação Ubuntu (Malawi)
Desde 2018, a ONG instituiu um projeto denominado Nação Ubuntu ao lado do Campo de Refugiados Dzaleka. Este campo de refugiados foi criado em 1995 pelo governo do país por conta de situação de guerra, onde vivem aproximadamente 40 mil pessoas em situação de extrema pobreza. Assim, o projeto oferece educação para cerca de duas mil crianças no local, além de alimentação e cuidados com a saúde para elas. Também, disponibiliza oficinas para trabalhos manuais como costura e produção de biocarvão e sabão, além de áreas de cultivo para reintegração de mulheres afetadas pelas guerras na região.

#### Brasil
Em outubro de 2017, a Fraternidade sem Fronteiras passou a acolher refugiados venezuelanos na cidade de Boa Vista (RR), fornecendo cuidados médicos, alimentação e educação, por meio de aulas de português. Além disso, foi criado um centro de capacitação para reinserção das famílias no mercado de trabalho e alocação delas no Brasil. O projeto chamado de "Brasil, um coração que acolhe" recebe cerca de dois mil refugiados e migrantes por meio de cinco frentes de trabalhos, contando com três centros de acolhimento em Boa Vista, um centro de referência e capacitação em Pacaraima (RR) e um setor de interiorização que atua nas duas cidades.
Também em 2017, a FSF cria o projeto Orquestra Fraternidade sem Fronteiras, a qual oferece aulas gratuitas de instrumentos de cordas e sopro para jovens da periferia de Campo Grande (Mato Grosso do Sul). Cerca de quatro polos fornecem aulas para crianças jovens na capital do Estado e, quando os alunos evoluem o suficiente, passam a integrar a orquestra e participar das apresentações locais.

### Projetos apoiados com atuação direta

#### Chemin du Futur (Senegal)
Na região de Dacar, capital senegalesa, estima-se que cerca de 30 mil crianças encontram-se em situação de orfandade, sendo um dos maiores casos de fenômenos envolvendo crianças de rua no mundo segundo a ONU. Assim, a Fraternidade Sem Fronteiras, apoia o projeto de construção do orfanato batizado de Chemin du Futur ("Caminho do futuro", em francês) na capital do país africano.

#### Brasil
Em Campo Grande, por sua vez, atua arrecadando recursos para ajudar a manter Clínica da Alma, instituição que fornece tratamento e trabalho de ressocialização a dependentes químicos, atendendo cerca de 130 homens e 40 mulheres na região.
Desde junho de 2018, apoia o projeto realizado no sertão da Bahia na cidade de Canudos, conhecido como "Retratos da Esperança". As ações do projeto, que contam também com o apoio do Instituto Alok, foram baseadas na construção de residências, aulas para jovens e construção de poços artesianos para obtenção de água na região.
Na cidade de Campina Grande, interior da Paraíba, a ONG oferece suporte a um projeto de tratamento de crianças com microcefalia do Instituto de Pesquisa Professor Joaquim Amorim Neto, que conta com equipe multidisciplinar de médicos, psicólogos e fisioterapeutas para dar suporte ao desenvolvimento infantil.

### Projetos com apoio financeiro e atuação indireta

#### Haiti
No país caribenho, a ONG apoia financeiramente o projeto de construção da Escola Gnose de Village Quisqueya Hinche, que fornece alimentação e alfabetização para cerca de 500 crianças, após conhecer um refugiado haitiano que mora no Brasil e enviava dinheiro mensalmente para a família e crianças no Haiti.

#### Brasil
Durante a pandemia de COVID-19 no Brasil, a ONG realizou trabalho de arrecadação de recursos para alimentar famílias necessitadas no Brasil e na África. Até meados de 2020, cerca de R$2 milhões foram arrecadados e destinados para cerca de 53 instituições de apoio brasileiras e 29 africanas, por meio de 40 mil cestas básicas.

## Premiações
A ONG recebeu em 2021 durante o 7º Seminário Nacional e Internacional de Políticas Públicas, na cidade de Forquilhinha (SC), o Prêmio Zilda Arns como reconhecimento por seu trabalho realizado em apoio à primeira infância no Brasil, Haiti e África subsariana. O prêmio, que homenageia a médica sanitarista catarinense, tem a intenção de reconhecer e disseminar projetos sociais voltados a crianças e adolescentes que contribuam significativamente pela garantia dos direitos e defesa destes indivíduos.
Em 2022, foi indicada ao Prêmio iBest junto com 43 outras iniciativas na categoria "Ações Sociais", o qual reconhece as melhores iniciativas do mundo digital que possua impacto social no Brasil.

## Encontro da Fraternidade sem Fronteiras
O Encontro da Fraternidade é o evento anual realizado pela ONG para divulgação das ações, realização de palestras e escuta de depoimentos de voluntários, acolhidos e líderes dos projetos sociais.
| Edição | Ano  | Período             | Local                                   | Cidade e Estado     |
| ------ | ---- | ------------------- | --------------------------------------- | ------------------- |
| I      | 2017 | 25 a 26 de março    | Espaço Guanabara                        | Campinas - SP       |
| II     | 2018 | 20 a 23 de abril    | Shopping Bosque dos Ipês                | Campo Grande - MS   |
| III    | 2019 | 12 a 14 de abril    | Estádio do Mineirão                     | Belo Horizonte - MG |
| IV     | 2020 | 17 a 19 de abril    | Transmissão virtual (devido à pandemia) | -                   |
| V      | 2022 | 11 a 13 de novembro | Center Convention                       | Uberlândia - MG     |

No início de 2017 aconteceu o I Encontro da Fraternidade sem Fronteiras na cidade de Campinas, interior de São Paulo. O evento contou com apresentações musicais, depoimentos referentes aos trabalhos realizados por voluntários nas cidades africanas e palestras, que contaram com a presença do presidente Wagner e o expositor Divaldo Pereira Franco.
O segundo Encontro ocorreu na capital Campo Grande entre os dias 20 e 23 de abril de 2018 no Shopping Bosque dos Ipês.  
O III Encontro da Fraternidade foi realizado no Estádio do Mineirão em abril de 2019 e contou com a presença de mais de 3,2 mil pessoas, superando a estimativa inicial de 3 mil participantes. Cerca de 800 voluntários foram responsáveis para a elaboração deste evento.
O IV Encontro, ocorrido entre os dias 17 e 19 de abril de 2020, seria sediado no Pavilhão de Exposições Anhembi (localizado no Sambódromo do Anhembi). Porém, devido a pandemia de Covid-19, o evento foi realizado virtualmente por meio das mídias sociais da ONG e contou com a presença de Alok, Xuxa, Bruno Gagliasso, o ator Reynaldo Gianecchini, o jornalista André Trigueiro, Divaldo Pereira Franco e a Monja Coen.
O V Encontro, ocorrido entre os dias 11 a 13 de novembro de 2022, foi o primeiro a ser realizado fisicamente após a pandemia de Covid-19, sendo sediado no Center Convention da cidade de Uberlândia e contando com a presença virtual da Monja Coen e Alok.